# Préfecture de Djando
La préfecture de Djando est une préfecture des Comores, sur l'île de Mohéli. Elle se compose d'une seule commune, Djando.